# 张瑾 (太平侯)
张瑾（15世纪—？），河南開封府祥符縣人，明朝軍事人物。明朝太平侯張軏子。

## 生平
其父张軏因参与夺门之变，封太平侯。天順二年（1458年）七月戊子，张瑾袭封太平侯，给岁禄二千石。
九月，请求于京仓支一百石禄米，获准。天順三年（1459年）二月，奏亡父张軏曾支用禄米五百八十余石，按例应还官，但费用已尽。明英宗命免还。
锦衣卫指挥使逯杲奏张瑾堂兄英国公张懋、张瑾及国舅督五军营戎务兼掌后军都督府事会昌侯孙继宗、锦衣卫都指挥同知孙绍宗并侵官地，立私庄。张懋等都服罪，九月，获宥，典庄者都被逮问，还其地于官。
天順五年（1461年）四月，张瑾伯父管领将军文安伯张輗长期染疾，张瑾奉命代之。七月，太监曹吉祥及其侄昭武伯曹钦作乱，怀宁伯孙镗得报，逃到张瑾家，请张瑾一同出兵讨伐叛军，张瑾不敢出。乱平后，同月，张瑾掌前军都督府事。十一月罢职，令佩刀侍卫。天順八年（1464年）四月，坐耀武营。成化元年（1465年）二月，与丰城侯李勇、抚宁侯朱永、襄城侯李瑾轮番守卫直宿。
先前，英宗已开始革除夺门功臣的爵位。其中，张軏和兴济伯杨善已于天順二年（1458年）去世，爵位已分别由各自的儿子张瑾和杨宗承袭，未遭革除。指挥同知董源等援张瑾、杨宗以为例，请求升职，明宪宗于当年六月庚子革张瑾、杨宗爵，授张瑾锦衣卫指挥使、杨宗指挥同知。时论大快。